# Robert L. Friedheim
Robert Lyle Friedheim (1 d'agost de 1934 - 31 de gener de 2001) va ser un acadèmic de relacions internacionals i professor de la Universitat del Sud de Califòrnia. Va ser antic director de l'Escola de Relacions Internacionals de la USC.

## Biografia
Friedheim va néixer l'1 d'agost de 1934 a la ciutat de Nova York Va obtenir tant el grau com el màster a Universitat de Colúmbia i es va doctorar en ciències polítiques a la Universitat de Washington. Va servir a l'exèrcit dels Estats Units en la intel·ligència militar.
Friedheim va començar la seva carrera ensenyant ciències polítiques a la Universitat de Purdue. Després es va dedicar al dret oceànic internacional quan va anar a treballar pel Centre d'Anàlisi Naval del comtat d'Arlington com a investigador i director del projecte Law of the Sea.
El 1976 es va incorporar a la facultat i va dirigir el programa Sea Grant de la USC per a la investigació interdisciplinària que se centra en el medi ambient oceànic i les regulacions per protegir i utilitzar els seus recursos. De 1986 a 1996, va ser assessor de la Comissió d'Investigació de l'Àrtic dels Estats Units.
Entre el 1992 i el 1995 va presidir l'Escola de Relacions Internacionals de la USC i va ser director associat de l'Institut de Ciències del Mar i del Litoral. La seva recerca es va centrar en la política oceànica i mediambiental i va escriure àmpliament sobre el dret del mar i la política de caça de balenes, tot influint en l'elaboració de polítiques en aquests àmbits. També va elaborar una crònica de la història de la vaga general de Seattle de 1919.
Friedheim va morir el 31 de gener de 2001 a Playa del Rey, Los Angeles, d'un càncer de pulmó.